# 碘化汞
碘化汞（化學式：HgI2）是橘紅色的化合物。碘化汞极難溶於水（<100 ppm），和氯化汞不同。
碘化汞是无机汞化合物中，挥发性最大的。

## 性質
有红色和黄色两种变体。几乎不溶于水，溶于甲醇(2.6)、乙醇(1.8)、氯仿、乙醚(0.5)、丙酮(3)、苯(0.2)、甘油、二硫化碳等有机溶剂（括号内为溶解度，g/100g 有机溶剂，25 °C）。极毒，有强烈刺激性。
储存时，远离火种、热源，避免光照。包装密封。避免接触溴化物、氯化物、氨、碱、氰化物、铜盐、铅盐、碘仿和过氧化氢。
碘化汞在自然界中以极其罕见的碘汞矿（Coccinite）的形式存在。

## 结构
碘化汞是有熱色性的固体。加熱到126 °C以上时，碘化汞會從红色的α-型变体相變為淺黃色的β-型晶形，當冷卻時，碘化汞的會慢慢的恢復為原來的顏色。碘化汞常用來做為熱變色的實例。
红色的α-型变体在室温下稳定，具有以 HgI4 四面体顶点相连接的层状结构，碘原子处于畸变的立方密堆积体中，汞原子占四面体空穴的四分之一。超过129摄氏度时，黄色的β-型变体是稳定的，它具有类似溴化汞的正交晶系结构。此外，迅速蒸发红色碘化汞的温热溶液可以得到另外一种橙色的晶体，但看来其类似于α-型。

## 製備
红色碘化汞由碘化钾溶液加入氯化汞溶液而得（见下式）。黄色碘化汞由将红色碘化汞溶于乙醇后再倾入冷水中而制得，在室温下不稳定，经过几小时就转变为红色碘化汞。
HgCl2 + 2 KI → HgI2 + 2 KCl
碘化汞也可由单质汞和碘经化合反應而成：
Hg + I2 → HgI2

## 應用
碘化汞常用來製備奈斯勒试剂，可用來鑒定試樣中氨的成份。碘化汞也是半导体材料，用在室溫下運作的伽馬射線或X射線檢測或顯像設備。
在醫藥上，碘化汞用來治療梅毒。在獸醫學中，在治療骨刺、滑液囊腫大的軟膏中含有碘化汞。常用的外傷消毒用藥紅藥水不能與碘酒一起使用，是因為兩者會起化學反應產生劇毒的碘化汞。